# El juego de Berlín
El juego de Berlín —Berlin Game en su versión original— es una novela escrita por Len Deighton y publicada por primera vez en 1983 por la editorial Hutchinson. En la primera edición, la historia se desarrolla en 345 páginas. Es la primera parte de la trilogía Game, Set and Match —que completan El set de México y El partido de Londres—, que a su vez integra una tríada de trilogías que también conforman Hook, Line and Sinker y Faith, Hope and Charity.

## Concepción
En la introducción que Len Deighton escribió para la reedición lanzada por Penguin Books en 2010, el autor se refiere a la concepción de la triple trilogía de la que El juego de Berlín es la primera novela: «Hasta entonces, me había costado mucho retener el ritmo de la acción al mismo tiempo que trataba de ampliar la realidad de la gente que figura en la historia. Brindarles una vida real, o al menos convincente, requería de más espacio. ¿Brindarles una dimensión doméstica implicaba pulsar el botón de pausa para relatar la aburrida rutina que incluye hipotecas, facturas de la luz, enfermedades de los niños y atascos? No, no se trata de esa forma a menos que no te importen lo más mínimo; y, en ese caso, no deberías dedicarte a escribir novelas literarias». Deighton confiesa que la historia nace a partir de unas notas que habían reposado en la basura, abandonadas, durante años. «La idea me atraía mucho, pero había ciertos problemas que no había conseguido resolver. [...] De estas cavilaciones, no obstante, nació la idea de tener una historia en la que esposas y novias estuvieran hombro con hombro con los hombres guerreros. ¿Y por qué no iban a ser sus superiores, con más autoridad que ellos? ¿Y por qué no una historia de espías? Tenía la cabeza llena de de historias de espías reales y Berlín era como una segunda casa para mí. Tenía buenos contactos a ambos lados del muro y mi maravillosa mujer hablaba alemán como una nativa. Ahora, la dimensión doméstica no iba a ser tan doméstica. Las conversaciones de antes de dormir versaría sobre asuntos de vida o muerte. La fidelidad no sería solo con respecto a los votos matrimoniales, sino también a la Ley de Secretos Oficiales», explica. En esas mismas páginas, Deighton relata que la idea le atrajo de tal forma que descartó confinarla a un solo libro y que fue entonces cuando asumió que acabaría siendo una trilogía o una serie de trilogías, si bien todas las historias habrían de tener sentido por sí solas. «En la ficción, como en la vida real, no había vuelta atrás. No podía rectificar en el cuatro libro una muerte acaecida en el tercero. Por esta razón, escribir El juego de Berlín, el primero de los libros, requirió de más trabajo previo que el resto. Aquí estaba la gente —las bases— sobre la que se sustentarían las historias de Bernard Samson», añade.
En una entrevista con el blog The Deighton Dossier, el autor abunda en la misma idea: «No quería simplicidad. No quería a un cantante iluminado por la luz en un escenario vacío. Quería una ópera. Quería que hubiera docenas de personas: amigos y enemigos, familiares y colegas, esposa e hijos, jefes y subordinados. Y facturas sin pagar, coches que se estropearan y familias políticas horribles. ¿Cómo iba a caber todo esto en ese pequeño escenario? Un elenco de estas dimensiones no cabría en un libro. Iba a necesitar una trilogía, quizá más. Pero una vez te has embarcado en un proyecto de esas características, la acción se ve sobrepasada por las necesidades emocionales de los personajes y las interacciones entre ellos».

## Argumento
La historia que narra El juego de Berlín arranca en la primavera de 1983 y sigue los pasos de Bernard Samson, un agente ya retirado del trabajo de campo que, al ser advertido de la posible presencia de un topo, deberá regresar a la capital alemana para desenmascararlo. Es Brahms Four, un agente destinado en una misión encubierta a la Alemania del Este por el Servicio de Inteligencia Secreto británico, el que advierte de la posibilidad de que el KGB haya conseguido infiltrar a alguien dentro del propio servicio, desde el que estaría brindando información delicada al bando contrario. El protagonista narra cómo va dudando de todos sus colegas, desde Dicky Cruyer, su inmediato superior, hasta Bret Rensselaer, un estadounidense que ha construido toda su carrera sobre el trabajo de Brahms Four, pasando por Frank Harrington, encargado de la unidad de campo de Berlín. Para la investigación, Samson se apoya en Werner Volkmann, amigo de la infancia, desde sus días juntos en la escuela en Berlín.

### Personajes
Amén de los personajes secundarios que pueblan los escenarios en los que se desarrolla la trama de la novela, estos son los personajes principales:
- Bernard Samson, agente del Servicio de Inteligencia Secreto británico que narra la historia en primera persona;
- Fiona Samson, esposa y colega del anterior;
- Brahms Four, que durante años ha estado infiltrado en Alemania del Este y que ahora desea regresar al Oeste;
- Richard «Dicky» Cruyer, superior inmediato de Bernard Samson, de humor cambiante;
- Fran Harrington, que está encargado de la unidad que opera en Berlín y al que le une con Bernard Samson una relación que raya en lo familiar;
- Bret Rensselaer, estadounidense filobritánico cuya carrera se sustenta sobre el trabajo del agente Brahms Four;
- Werner Volkmann, amigo y alter ego de Bernard Samson y que, aun sin el beneplácito de los jefes, colabora de manera esporádica con el SIS; y
- Zena Volkmann, joven de 22 años, esposa del anterior.

## Crítica
| Pese a todo la mistificación y todo el desorden, cada escena es transparente gracias al conocimiento que tiene Deighton de Berlín. Da la impresión de que cada edificio y cada calle le traen ecos de algo, y es capaz de transmitírselos al lector con un giro visual o una anécdota histórica. —Christopher Lehmann-Haupt, en The New York Times |

## Adaptaciones

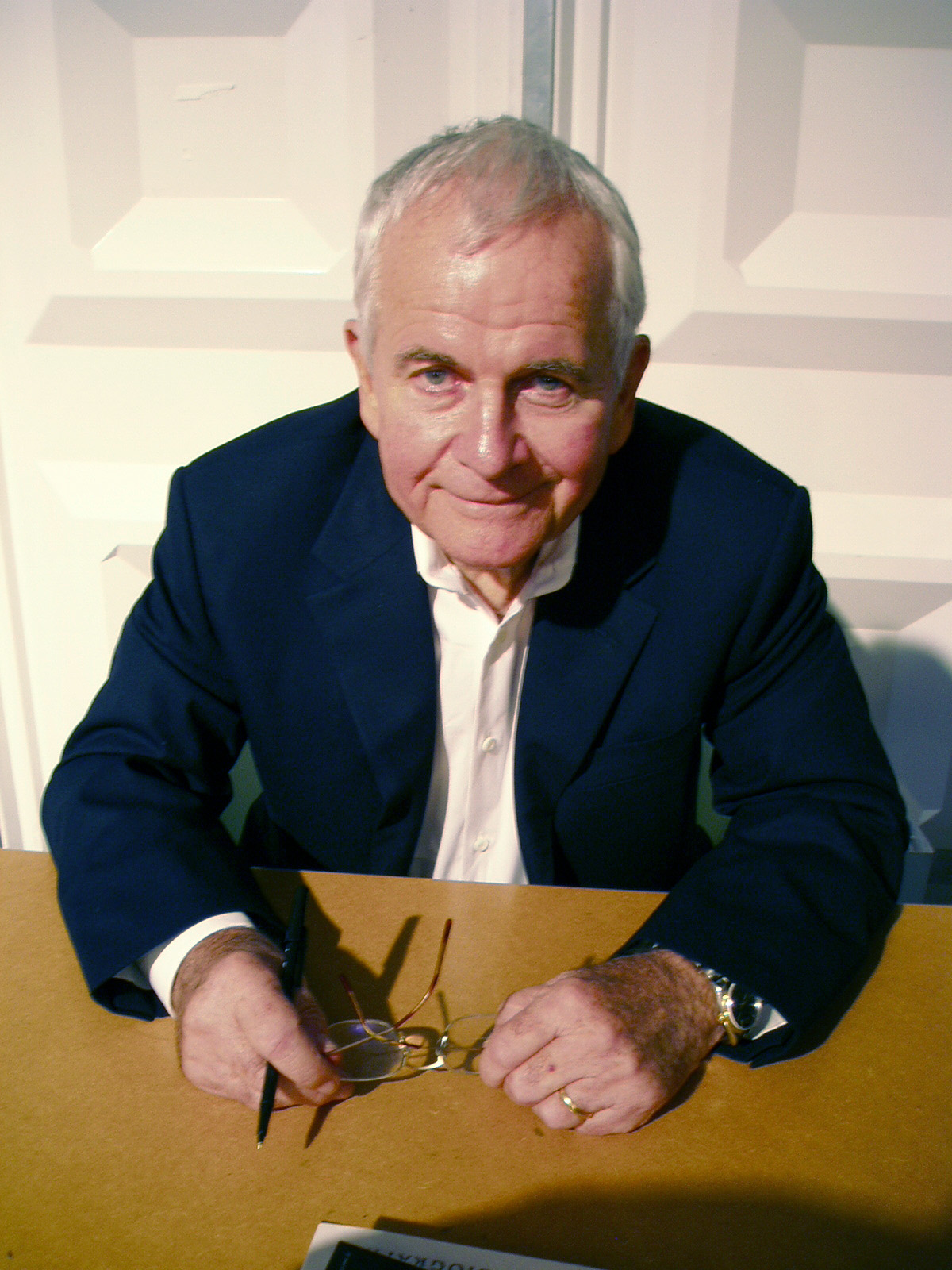
Ian Holm, que interpreta a Bernard Samson en la adaptación de la trilogía a la televisión

En 1988, Granada Television llevó la trilogía Game, Set and Match a la pequeña pantalla en doce episodios de una hora de duración cada uno. En esta adaptación, Ian Holm interpreta a Bernard Samson; Mel Martin, a Fiona Samson; Gottfried John, a Erich Stinnes; Michael Culver, a Dicky Cruyer; Michael Degen, a Werner Volkmann; Brigitte Karner, a Zena Volkmann; Anthony Bate, a Bret Renssalaer, y Fredercik Treves, a Frank Harrington. Deighton se mostró muy crítico con la adaptación. «El presupuesto era generoso, había técnicos con experiencia y no faltaba talento. Los actores y actrices eran, sin excepción, de primera categoría. Pero, si bien el guion estaba muy bien escrito, alguien en algún lugar estaba infligiéndole a todo el proyecto una herida mortal. La elección de los actores fue extraña: los altos se volvieron bajos, los bajos se volvieron altos, los enfadados se volvieron cansados, las morenas se volvieron rubias, los gordos se volvieron flacos, los estadounidenses se volvieron ingleses, los aseados llevaban barba y aquellos con gafas se habían deshecho de ellas», comentó en una entrevista concedida al blog The Deighton Dossier en noviembre de 2011.